# Aïn Ouksir
Aïn Ouksir est une commune de la wilaya de Médéa en Algérie.

## Géographie
La commune est située dans l'extrême nord des hautes plaines centrales algériennes au piémont sud de l'Atlas tellien (mont de Titteri) à environ 152 km au sud d'Alger et à 106 km au sud-est de Médéa et à 125 km au nord-ouest de M'Sila et à 16 km à l'est de Chellalet El Adhaoura à 60 km au nord-ouest de Sidi Aïssa et à 66 km au sud-ouest de Sour El Ghozlane et à 123 km au nord-ouest de Bou Saâda et à 105 km au sud-ouest de Bouira.
| Sidi Damed                                 | Chellalet El Adhaoura, Cheniguel | Sidi Aissa(Wilaya de M'Sila)   |
| Bouti Sayeh (Wilaya de M'Sila), Sidi Damed | Aïn Ouksir                       | Bouti Sayeh (Wilaya de M'Sila) |
|                                            | Bouti Sayeh (Wilaya de M'Sila)   |                                |